# Brad Bird
Phillip Bradley Bird, detto Brad (Kalispell, 24 settembre 1957), è un regista, animatore, sceneggiatore, produttore cinematografico e doppiatore statunitense.
Vincitore di due premi Oscar al miglior film d'animazione per Gli Incredibili - Una "normale" famiglia di supereroi (2004) e Ratatouille (2007), ha cominciato lavorando per le più importanti case di produzione del genere d'animazione fino al suo ingresso nella Pixar.

## Biografia
È nato a Kalispell il 24 settembre 1957 da Marjorie A. Cross e Philip Cullen Bird, lavoratore nel settore del propano. Suo nonno, Francis Wesley "Frank" Bird, era un immigrato irlandese, nato a Sligo, che fu presidente della Montana Power Company. Nel genere d'animazione Brad Bird è una sorta di bambino prodigio. Realizza il suo primo cortometraggio tra gli 11 e i 13 anni riuscendo a farsi notare da Milt Kahl, uno dei più importanti animatori della Walt Disney Feature Animation, il quale comincia a dargli lezioni d'animazione all'età di 14 anni. Più avanti spinto dalla Disney andò a frequentare il California Institute of the Arts dove farà conoscenza e amicizia con un suo compagno di corso, John Lasseter, il futuro fondatore (insieme ad Ed Catmull e ad Alvy Ray Smith) dei Pixar Animation Studios.

### Carriera
All'interno degli studios d'animazione avrà modo di conoscere quello che diventerà un suo grande amico, Tim Burton, assieme a cui reciterà in uno dei primi cortometraggi del maestro del cinema dark, Doctor of Doom. Lavorerà ancora presso la Disney come animatore per due lungometraggi Le olimpiadi della giungla (1979) e Red e Toby - Nemiciamici (1981), ma dopo questi due lavori si staccherà dalla Disney per supervisionare per un breve periodo l'animazione sul suolo statunitense del film Piccolo Nemo - Avventure nel mondo dei sogni.
All'inizio degli anni ottanta, dopo aver realizzato un breve test animato consistente in un finto trailer per un ipotetico adattamento del fumetto The Spirit, Steven Paul Leiva, scrittore e produttore, propose a Gary Kurtz di concretizzare una trasposizione dell'opera di Will Eisner. Leiva aveva scelto Kurtz perché Bird avrebbe lavorato al progetto soltanto se a produrlo ci fossero stati George Lucas, Steven Spielberg, Francis Ford Coppola o lo stesso Kurtz, il quale si rivelò un appassionato di Eisner.
Dopo un incontro a Los Angeles, Kurtz decise di opzionare i diritti per l'adattamento, convincendo lo stesso Eisner. Il mercato dell'animazione, in quegli anni, versava in condizioni critiche: i Walt Disney Animation Studios non sembravano potersi permettere un progetto così rischioso come The Spirit; le compagnie più piccole, allo stesso modo, si stavano dedicando a film per bambini, rincuoranti e solari. Il gruppo decise allora di fondare il proprio studio d'animazione, Visions Animation + FilmWorks, con il quale realizzare il film. Bird e Jerry Rees (uno degli animatori del test di prova, nonché di alcune sequenze di Tron) posero le basi per la sceneggiatura che sarebbe stata scritta dal solo Bird.
Dopo alcuni mesi, in cui Bird aveva steso una prima bozza lavorando negli uffici della Kinetographics, Kurtz mostrò il progetto ai maggiori studi hollywoodiani in cerca di finanziamenti. Nonostante la sceneggiatura venisse elogiata dalla maggior parte dei dirigenti, nessuno riusciva a capire perché il gruppo fosse così desideroso di realizzare un noir con personaggi umani, nessun animale parlante, e atmosfere adulte con la tecnica dell'animazione; più persone proposero a Kurtz di girare una versione dal vivo della sceneggiatura, ma Bird fu adamantino sulla decisione di fare uno Spirit a cartoni. Kurtz perse i diritti e l'idea dello studio Visions Animation + FilmWorks venne accantonata, così come l'adattamento di The Spirit.
Lavorerà dunque per la serie televisiva Storie incredibili, prodotta da Steven Spielberg, dove ci cimenterà sia come regista che come sceneggiatore. Fu questa sua seconda attività che lo aiutò ad emergere e a farsi notare dallo stesso Spielberg, con la sceneggiatura di Miracolo sull'8ª strada (*batteries not included, 1987). Esso era inizialmente previsto come un episodio della suddetta serie, ma la sceneggiatura colpì talmente tanto il famoso regista statunitense che ne volle fare un film, che verrà poi diretto da Matthew Robbins.
Nel 1989 Bird si sposterà ancora, andando a lavorare per la Klasky-Csupo dove avrà modo di contribuire alla realizzazione di uno dei fenomeni animati televisivi contemporanei, ovvero I Simpson (fu lui ad introdurre il personaggio di Krusty il Clown). Collaborerà poi per altre due serie, prodotte dalla 20th Century Fox, The Critic (1994) di Al Jean e Mike Reiss (due dei produttori della serie animata I Simpson) e King of the Hill (1997) di Mike Judge e Greg Daniels, ma farà anche da sceneggiatore per la serie TV Family Dog (1993).
La sua grande occasione gliela darà la Warner Bros. che gli concederà la possibilità di fare il suo debutto alla regia con il lungometraggio animato dal gusto rétro Il gigante di ferro (1999) tratto dal libro "The Iron Man" di Ted Hughes, dove riprenderà alcuni temi già inseriti in Miracolo sull'8ª strada, come quello dei robot giunti dallo spazio. Tuttavia questo film sarà un vero e proprio flop (sebbene venga apprezzato dalla critica) e potrà riscattarsi solo 5 anni più tardi quando entrerà a far parte della Pixar.
Nel 2004 dirige e sceneggia il lungometraggio animato Gli Incredibili, un progetto che doveva essere realizzato in 2-D per la Warner, ma quando i loro studi chiusero, Bird si rivolse alla Pixar per la realizzazione di questo film, tra l'altro il primo della Pixar in cui si trovano solo personaggi umani. Come ha sempre fatto in passato, anche qui darà la voce ad uno dei personaggi, in questo caso alla stilista di supereroi Edna Mode. Agli Academy Awards 2005 Brad Bird, grazie a questo film, vinse il premio Oscar al miglior film d'animazione e fu candidato all'Oscar alla migliore sceneggiatura originale.
Dal 2004 inizia a lavorare stabilmente per la Pixar, avendo inizialmente cominciato come esterno alla casa di produzione, realizzando anche il cortometraggio Jack-Jack Attack (2005), reperibile nell'edizione in DVD de Gli Incredibili. Nel 2007 dirige e sceneggia, insieme a Jan Pinkava, un nuovo lungometraggio animato Ratatouille dove il protagonista è un ratto che sogna di diventare un cuoco nei più importanti ristoranti di Parigi.
Nel 2010, dopo aver momentaneamente abbandonato il progetto 1906, firma per dirigere il film d'azione Mission Impossibile 4, in uscita nel dicembre 2011. Nel 2015 scrive e dirige il suo secondo film live-action: Tomorrowland - Il mondo di domani (Tomorrowland), film che ricevette critiche miste da parte dalla critica. Nel 2018 torna a lavorare all'animazione in Gli Incredibili 2, sequel del fortunato primo capitolo uscito nel 2004, che è stato accolto calorosamente dalla critica e ha incassato 608 milioni di dollari, diventando il terzo film Pixar a superare il miliardo di dollari dopo Toy Story 3 - La grande fuga (2010) e Alla ricerca di Dory (2016) e diventando il film d'animazione che ha incassato di più nella storia della Pixar.

### Vita privata
Brad Bird nel 1988 ha sposato l'assistente editor Elizabeth Canney, da cui ha avuto tre figli tra cui due, Nicholas e Michael, che come il padre lavorano anche loro nel cinema, entrambi come doppiatori.

## Filmografia

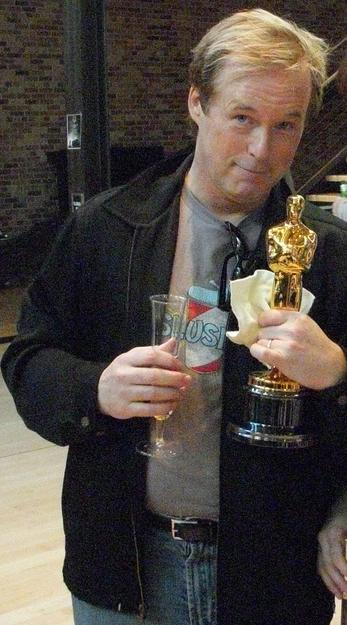
Brad Bird con l'Oscar che ha vinto nel 2008 per Ratatouille

### Regista

#### Cinema
- Il gigante di ferro (The Iron Giant) (1999)
- Gli Incredibili - Una "normale" famiglia di supereroi (The Incredibles) (2004)
- L'attacco di Jack-Jack – cortometraggio (2005)
- Ratatouille (2007)
- Mission: Impossible - Protocollo fantasma (Mission: Impossible - Ghost Protocol) (2011)
- Tomorrowland - Il mondo di domani (Tomorrowland) (2015)
- Gli Incredibili 2 (Incredibles 2) (2018)

#### Televisione
- Storie incredibili (serie televisiva 1985) (Amazing Stories) – serie TV, episodio Qua la zampa Doggie (1987)
- I Simpson (The Simpsons) – serie TV, 1x12 e 3x06 (1990-1991)
- Do the Bartman, video musicale della serie televisiva I Simpson (1990)

### Sceneggiatore
- Storie incredibili (serie televisiva 1985) (Amazing Stories) – serie TV, episodi The Main Attraction e Qua la zampa Doggie (1985-1987)
- Miracolo sull'8ª strada (Batteries Not Included), regia di Matthew Robbins (1987)
- Il gigante di ferro (The Iron Giant) (1999)
- Gli Incredibili - Una "normale" famiglia di supereroi (The Incredibles) (2004)
- Jack-Jack Attack (2005) – cortometraggio
- Mr. Incredibile e Amici (2005) – cortometraggio
- Ratatouille (2007)
- Tomorrowland - Il mondo di domani (Tomorrowland) (2015)
- Gli Incredibili 2 (Incredibles 2) (2018)

### Doppiatore
- Doctor of Doom, regia di Tim Burton (1979)
- Gli Incredibili (The Incredibles) (2004)
- Ratatouille (2007)
- Gli Incredibili 2 (Incredibles 2) (2018)
- Zietta Edna (Auntie Edna), regia di Ted Mathot (2018) – cortometraggio

### Produttore
- Tomorrowland - Il mondo di domani (Tomorrowland) (2015)

### Attore
- Storie incredibili (serie televisiva 1985) (Amazing Stories) – serie TV (1985-1987)
- Jurassic World, regia di Colin Trevorrow (2015) - voce

## Riconoscimenti
Premio Oscar 
- 2005 – Miglior film d'animazione per Gli Incredibili - Una "normale" famiglia di supereroi
- 2005 – Candidato per miglior sceneggiatura originale per Gli Incredibili – Una "normale" famiglia di supereroi
- 2008 – Miglior film d'animazione per Ratatouille
- 2008 – Candidato per miglior sceneggiatura originale per Ratatouille
- 2019 – Candidato per miglior film d'animazione per Gli Incredibili 2

 Golden Globe 
- 2005 – Candidato per miglior film commedia o musicale per Gli Incredibili – Una "normale" famiglia di supereroi
- 2008 – Miglior film d'animazione per Ratatouille
- 2019 – Candidato per miglior film d'animazione per Gli Incredibili 2

 Premio BAFTA 
- 2008 – Miglior film d'animazione per Ratatouille
- 2019 – Candidato per miglior film d'animazione per Gli Incredibili 2

 Annie Awards 
- 2005 – Miglior film d'animazione per Gli Incredibili – Una "normale" famiglia di supereroi
- 2019 – Candidato per miglior film d'animazione per Gli Incredibili 2

## Doppiatori italiani
- Amanda Lear ne Gli Incredibili - Una "normale" famiglia di supereroi, Gli Incredibili 2, Zietta Edna
- Manfredi Aliquò in Ratatouille